# میچ آیوی
میچ آیوی (به انگلیسی: Mitch Ivey) (زادهٔ ۲ فوریهٔ ۱۹۴۹) شناگر اهل ایالات متحده آمریکا است.